# 荀羨
荀羨（322年—359年），字令則，颍川郡潁陰人（今河南省许昌市）。東晉右光祿大夫荀崧之子。東晉將領，官至北中郎將，徐、兗二州刺史。是東晉立國以來最年輕被任命為州刺史的人。

## 生平
荀羨十五歲時，將迎娶尋陽公主，但荀羨卻不想與皇室結姻親，竟出奔遠走。但終被監察的官員追還，被逼成婚，並拜駙馬都尉。成年後，與王洽齊名，並與劉惔、王濛及殷浩交好。

### 年輕方伯
荀羨後拜祕書丞、義興太守。後又任征北將軍褚裒的長史。永和四年（348年），時任揚州刺史的殷浩以荀羨的良好名聲，擢升荀羨為建威將軍、吳國內史，與王羲之作為黨羽，共同抗衡桓溫。永和五年（349年）十二月，當時兼領徐州刺史的褚裒逝世，殷浩以他有能幹的名聲，讓他任北中郎將、徐州刺史，假節監徐、兗二州及揚州之晉陵諸軍事，鎮守京口（今江蘇鎮江）。當時荀羨以二十八歲之齡擔當此重任，亦是東晉以來最年輕擔任一州刺史的人。荀羨到任後，便派徐、兗二州兵讓參軍鄭襲守戍淮陰。
永和六年（350年），荀羨入朝，當時領司徒蔡謨三年以來堅拒接受司徒一職，終被彈劾，蔡謨亦到廷尉等待判罪。當時殷浩打算加蔡謨死刑，並詢問荀羨意見，但荀羨認為一旦蔡謨被處死，不久就會有人舉兵問蔡謨犯了何罪而被殺，暗指當時都督八州的征西大將軍桓溫。殷浩聽後，打消念頭。

### 守衞北土
永和八年（352年），殷浩北伐，以荀羨為督統，打算讓他與安西將軍謝尚兩路北上。三月命荀羨鎮淮陰，荀羨於是在東陽石鼈進行屯田。不久又獲加監青州諸軍事，加領兗州刺史，鎮下邳（今江蘇邳州市）。
永和十一年（355年），於永和七年（351年）以青州內附東晉的前燕段龕寫信給已於三年前稱帝的慕容儁，指責他稱帝叛晉的行為。慕容儁憤怒而派兵攻打段龕，並於次年擊敗段龕，逼使他退守廣固，並派人向東晉求救。荀羨於是奉詔領兵北上救援，但到琅琊郡時因畏懼強悍的前燕軍隊而不敢前進。當時前燕將領王騰及趙盤正在進攻僑置於琅琊的鄄城郡，荀羨因而轉攻王騰根據地陽都（今山東省沂南縣），並擒殺王騰。不久段龕投降前燕，荀羨退還下邳，只留兵將駐守琅琊郡和泰山郡。同時，慕容蘭領數萬人據有卞城（今山東泗水縣东），成為一大邊患。荀羨於是領兵到東阿討伐，並陣斬慕容蘭。
荀羨擔任徐州刺史時，正值後趙石虎逝世，諸子爭位的北方混亂，荀羨在任內則招納並安撫投降的北方人，很得眾心。升平二年（358年），荀羨患病，但仍領兵討伐並生擒前燕泰山太守賈堅並處死，不久被慕容塵派遣來的司馬悅明打敗，及後後因病重而徵還。次年逝世，享年三十八歲，追贈驃騎將軍。荀羨死後，晉穆帝感歎道：「荀令則、王敬和相繼凋落，股肱腹心將復寄誰乎！」

## 性格特徵
- 荀羨清靜平和，且有識見和氣度。
- 荀羨七歲時，正值蘇峻之亂，與守護晉成帝的父親同在石頭城。當時蘇峻十分喜愛荀羨，更常讓荀羨坐在其膝上。荀羨卻偷偷和母親說：「得一利刀子，足以殺賊。」嚇得其母立刻用手掩著他的口，叫他別亂說。
- 荀羨駐京口時，曾登上北固山望東海，說：「雖未覩三山[3]，便自使人有陵雲意。若秦、漢之君，必當褰裳濡足。」可見他對傳說中仙境的嚮往。

## 子女
- 荀猗，荀羨子，荀伯子之父。